# Barichara
Barichara là một khu tự quản thuộc tỉnh Santander, Colombia. Thủ phủ của khu tự quản Barichara đóng tại Barichara Khu tự quản Barichara có diện tích 134 ki lô mét vuông. Đến thời điểm ngày 28 tháng 5 năm 2005, khu tự quản Barichara có dân số 9620 người.